# Bajho
Bahjo, ook Bajho of Banjho, is een dorpscommissie (Engels: village development committee, afgekort VDC; Nepalees: panchayat) in het oosten van Nepal, gelegen in het district Ilam in de Mechi-zone. Ten tijde van de volkstelling van 2001 had het een inwoneraantal van 7324 personen, verspreid over 910 huishoudens, in 2011 waren er 10.012 personen, verspreid over 1977 huishoudens.